# متلازمة هنتر
متلازمة هنتر (بالإنجليزية: Hunter syndrome)هي اضطراب جينى نادر يحدث عندما يكون انزيم جسمك إما مفقود أو به خلل.
لأن الجسم ليس لديه امدادات كافية من الإنزيم الذي يكسر جزيئات معقدة معينة، وبناء الجزيئات بكميات ضارة في بعض الخلايا والأنسجة. الحشد الذي يحدث في متلازمة هنتر يؤدي في نهاية المطاف الضرر التدريجي التي يؤثر على المظهر، والنمو العقلي، ووظيفة الجهاز وقدراته المادية.
متلازمة هنتر تظهر في أطفال لا تتجاوز أعمارهم السنتين. انها دائما تحدث في الذكور.

## الأعراض
متلازمة هنتر هي نوع واحد من مجموعة من الاضطرابات الأيضية الموروثة،. هناك نوعين من متلازمة هنتر، الأعراض تختلف وفقا لكل نوع فرعي.
النوع الأول وهي الأكثر شيوعاويبدأ في وقت مبكر وأكثر شدة من هذين النوعين، ويظهر عادة من سن 2 وحتى سن 4. قد يكون هذا الشكل من الفوضى تؤدي إلى التخلف العقلي الشديد في مرحلة الطفولة المتأخرة. الأطفال الذين يعانون من هذا الشكل من متلازمة هنتر عادة لا تظل حية بعد سن المراهقة.
انخفاض في المهارات التنموية، وعادة ما تتراوح اعمارهم بين 1 و 3
ملامح الوجه الخشن، بما في ذلك سماكة في الشفتين واللسان والأنف
والأنف واسع والخياشيم المشتعل
مخلب مثل اليدين
واللسان جاحظ
حجم العظام غير طبيعي أو الشكل والهيكل العظمي وغيرها من المخالفات
تضخم الأعضاء الداخلية، مثل الكبد والطحال، مما أدى إلى بطن منتفخ
صعوبات في التنفس بما في ذلك توقف التنفس أثناء النوم، وهو الشرط الذي توقف التنفس خلال النوم بشكل متقطع
اضطرابات القلب والأوعية الدموية، مثل السماكة التدريجية لصمامات القلب وارتفاع ضغط الدم (ضغط الدم)، وانسداد الأوعية الدموية فقدان الرؤية أو ضرر من تنكس الخلايا التي تقبض على الضوء وتراكم الحطام الخلوي في خلايا المخ مما يؤدي للضغط علىالالعصب البصري والعين
الآفات الجلدية على الذراعين إلى الوراء والجزء العلوي
تقدمية فقدان السمع
سلوك عدواني
توقف النمو، وعادة ما بعد سن 4 أو 5
مشترك صلابة
الإسهال

## العلاج
ليس هناك علاج لمتلازمة هنتر. علاج متلازمة هنتر ينطوي على إدارة الأعراض والمضاعفات.

## وصلات إضافية
- MPSsociety.org, National MPS Society of the U.S.
- The MPS Society of the UK, The MPS Society of the UK. Their "Guide to MPS II" is an excellent downloadable .pdf file on this Web page—an absolutely outstanding 9-page resource.
- The Canadian MPS Society, The Canadian Society for Mucopolysaccharide & Related Diseases Inc., also known as the Canadian MPS Society
- The Australian MPS Society, The Australian MPS Society
- MPS II CME Online Course, MPS II Continuing Education Course (targeted at health care professionals) that is accredited by New York University's Post-Graduate School of Medicine
- Hunterpatients.com Site from Shire, the manufacturer of Elaprase™ (idursulfase), the treatment enzyme for MPS II
- GeneReview/NIH/UW entry on Mucopolysaccharidosis Type II
- Elaprase.com, Site from Shire, the manufacturer of Elaprase™ (idursulfase), the treatment enzyme for MPS II
- ClinicalTrials.gov
- Datagenno - MPS II This is simply a list of MPS II-associated signs and symptoms, with a few explanatory photographs for some items in the list.
- About.com نسخة محفوظة 29 يناير 2012 على موقع واي باك مشين., "Hunter Syndrome"